# L'amore l'amore
L'amore l'amore è un singolo del cantautore italiano Vasco Rossi, pubblicato il 10 giugno 2022 in una versione remix del duo musicale tedesco Twocolors. È il quarto estratto dall'album Siamo qui.

## Pubblicazione
In digitale ed in radio, il singolo è disponibile in tre versioni: la versione originale, la versione remix e la versione video live.

## Il video
Per entrambe le versioni rispettivamente originale e remix, il video musicale viene girato durante la prima tappa del tour Vasco Live 2022.